# Monti Stanovoj
I monti Stanovoj (russo Станово́й хребе́т, Stanovoj chrebet) sono un sistema di catene montuose nella parte meridionale della Siberia Orientale; corrono per più di 700 km in direzione est-ovest, dal medio corso del fiume Olëkma alle sorgenti dell'Učur con una larghezza di 100-180 km. Insieme ai monti Jablonovyj, costituiscono uno spartiacque tra i fiumi artici (Lena) e pacifici (Amur). 

## Descrizione

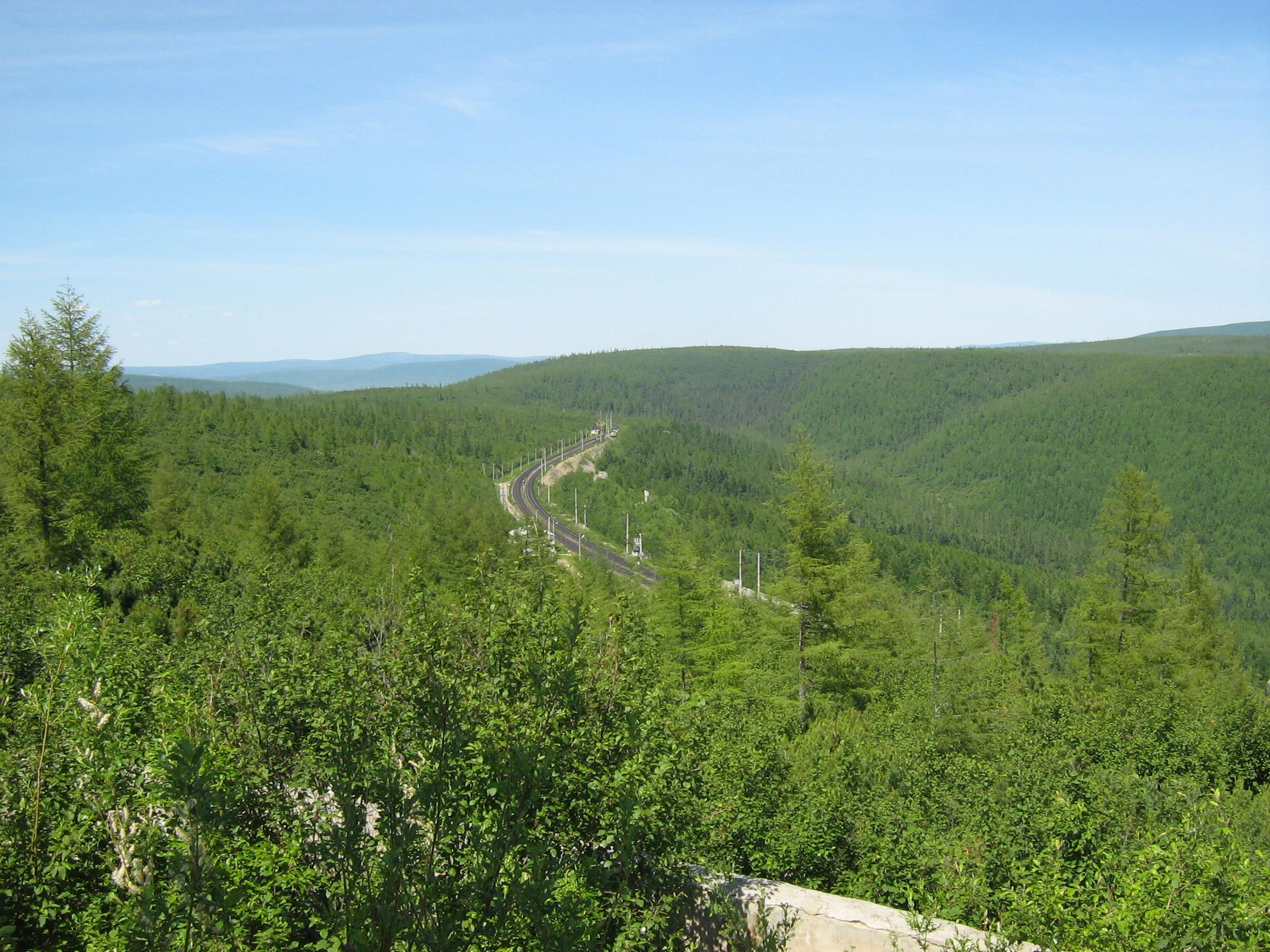
Panorama nella regione

Le altezze prevalenti sono di 1 500-2 000 m (la massima 2 412 m).  La maggior parte della catena funge da confine naturale tra l'Oblast' dell'Amur e la Sacha (Jacuzia), una piccola parte si trova nel Territorio di Chabarovsk.
Le montagne sono composte da scisti cristallini e gneiss con intrusioni granitiche. Vi sono giacimenti di oro, metalli rari e minerali di ferro.
La regione è pressoché disabitata, visto il clima molto rigido; hanno tuttavia una certa importanza storica, dato che per qualche tempo, ai tempi della prima colonizzazione della Siberia, rappresentarono il confine tra la Cina e la Russia (trattato di Nerčinsk, 1689).

### Fiumi
- Scendono dal versante nord della catena:

Algama, Aldan, Amediči, Gonam, Timpton;
- dal versante sud:

Brjanta, Zeja, Olëkma, Giljuj;
- dalla parte orientale:

Idjum, Maja.